# Gracefield
Gracefield es una ciudad de la provincia de Quebec, Canadá. Está ubicada en el municipio regional de condado de La Vallée-de-la-Gatineau y a su vez, en la región administrativa de Outaouais. Hace parte de las circunscripciones electorales de Gatineau a nivel provincial y de Pontiac a nivel federal.

## Geografía
Gracefield se encuentra ubicada en las coordenadas 46°06′00″N 76°03′00″O / 46.10000, -76.05000. Según Statistique Canada, tiene una superficie total de 386,21 km² y es una de las 1135 municipalidades en las que está dividido administrativamente el territorio de la provincia de Quebec.

## Demografía
Según el censo de Canadá de 2011, había 2355 personas residiendo en esta ciudad con una densidad de población de 6,1 hab./km². Los datos del censo mostraron que de las 2439 personas censadas en 2006, en 2011 hubo una disminución poblacional de 84 habitantes (-3,4%). El número total de inmuebles particulares resultó de 1685 con una densidad de 4,36 inmuebles por km². El número total de viviendas particulares que se encontraban ocupadas por residentes habituales fue de 1020.